# Templo de Tijuana
El Templo de Tijuana, México, es uno de los templos construidos y operados por la Iglesia de Jesucristo de los Santos de los Últimos Días, el número 148 construido por la iglesia, el 13.º de México y el único templo SUD construido en el estado de Baja California, México. El Templo de Tijuana está ubicado en el sureste de la ciudad, cerca del Cerro Colorado. A una distancia de  50,5 kilómetros (31,4 mi) del Templo de San Diego (California), son los templos más cercanos uno del otro sobre la frontera entre Estados Unidos y México.

## Construcción
Los planes para la construcción del templo en Tijuana fueron anunciados durante la conferencia general de la iglesia en octubre de 2010. Otros cuatro templos fueron anunciados al mismo tiempo, el templo de Hartford y el templo de Indianápolis, ambos en EE. UU.; el templo de Urdaneta en las Filipinas y el templo de Lisboa en Portugal.
La ceremonia de la primera palada tuvo lugar el 18 de agosto de 2012 presidida por Benjamín de Hoyos, originario de Monterrey. Solo líderes locales y unos 200 invitados adicionales, incluyendo altos cargos del gobierno regional, asistieron a la ceremonia de la primera palada. La ceremonia fue transmitida a centros de reuniones en la región a las que asistieron unas 30 mil personas.
El diseño del templo de Tijuana México refleja influencias coloniales españolas que caracterizan a gran parte de la arquitectura mexicana incluyendo las misiones españolas se encuentran al suroeste de Estados Unidos-específicamente la Misión de San Xavier del Bac en Tucson, Arizona. El exterior de color blanco brillante simboliza el propósito religioso del templo, acentuado con una torre central sobre la que se asienta la característica estatua del ángel Moroni.

## Casa Abierta
Del 13 al 28 de noviembre de 2015, se realizaron recorridos guiados en las instalaciones y el interior del templo. Estos se realizaron de martes a sábado. En dichos recorridos asistieron más de 70.000 visitantes.

## Dedicación
La primera congregación SUD fue organizada en Baja California en los años 1940, organizándose la primera congregación en Tijuana en 1954. La primera estaca SUD en Tijuana fue organizada en 1966.  Para la fecha de su dedicación, el templo de Tijuana sirve a fieles repartidos en 6 estacas afiliadas a la iglesia en Tijuana y congregaciones adicionales repartidas en otras ciudades de Baja California y Sonora.
El templo SUD de la ciudad de Tijuana fue dedicado para sus actividades eclesiásticas en tres sesiones, el 13 de diciembre de 2015, por Dieter F. Uchtdorf, el tercer templo dedicado por el miembro de la Primera Presidencia nativo de Alemania. Unos 12.600 miembros de la iglesia e invitados asistieron a la ceremonia de dedicación, que incluye una oración dedicatoria.
Clark B. Hinckley, hijo del previo presidente de la iglesia Gordon B. Hinckley, fue llamado como el primer presidente del templo.

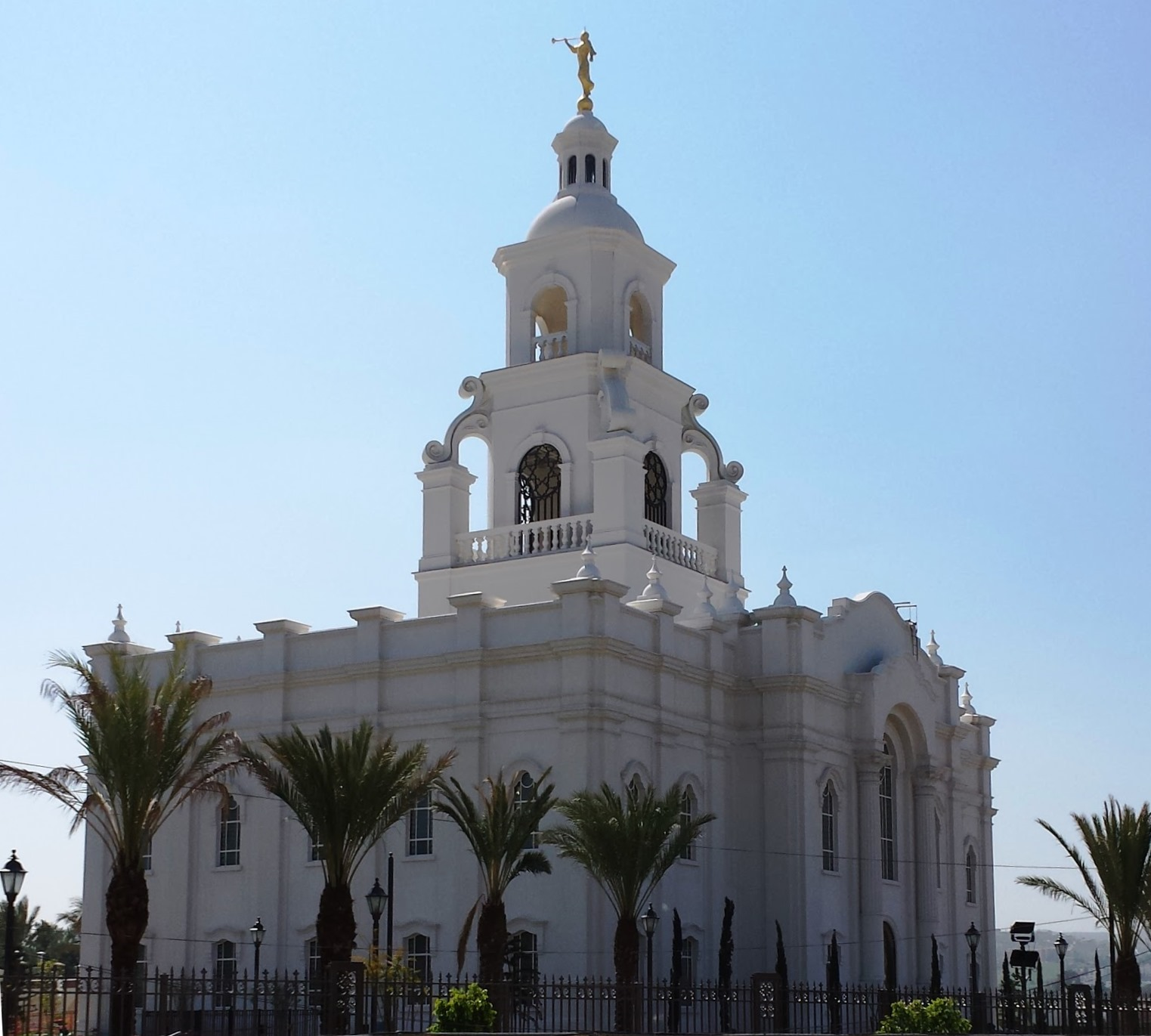
Vista del Templo de Tijuana desde el patio interior

En 2020, junto con todos los demás templos de la iglesia, el Templo de Tijuana, México, cerró debido a la pandemia de COVID-19.